# Martin Kotajärvi
Martin Kotajärvi är en sjö i Finland. Den ligger i kommunen Enare i landskapet Lappland, i den norra delen av landet, 1 000 km norr om huvudstaden Helsingfors. Martin Kotajärvi ligger 167,2 meter över havet. Arean är 5,7 hektar och strandlinjen är 1,18 kilometer lång. Sjön  ingår i Pasvik älvs huvudavrinningsområde. 